# Eleonoria hei
Eleonoria hei är en stekelart som beskrevs av Van Achterberg och Chen 2000. Eleonoria hei ingår i släktet Eleonoria och familjen bracksteklar. Inga underarter finns listade i Catalogue of Life.